# Momodou Baboucar Njie
Alhaji Momodou Baboucarr Njie GCRG (* 10. Februar 1929 in Bathurst; † 3. März 2009) war ein gambischer Politiker.

## Leben
Njie war der Sohn des Schneiders und Bauern Alhaji Babou Kumba Njie und Aji Fatou Secka. Er besuchte die St. Augustine’s Primary School, anschließend schloss er die St. Augustine’s High School 1948 ab. 1949 bestand er die Aufnahmeprüfung für eine Tätigkeit in den öffentlichen Dienst, aufgrund einer Erkrankung konnte er sie zu diesem Zeitpunkt dort nicht antreten. Anschließend trat er als Angestellter bei der französischen Firma (CFAO) an, dort war er in verschiedenen Bereichen tätig, insbesondere im Großhandel. Er erlangte den Rang eines Abteilungsleiter und zog sich freiwillig von diesem Posten zurück, als er eine Anstellung bei der gambischen Niederlassung von British Petroleum (Gambia Ltd.) angeboten bekommen hatte. Nijes Arbeit bei BP von 1970 bis 1992 war erfolgreich, so dass er den Spitznamen Njie B.P. erhielt. Er stieg bis zum Geschäftsführer in Gambia auf. 1992 wurde BP Gambia Ltd. in die Elf Gambia Ltd. (später TotalFinaElf) umgewandelt, Njie setzt dort seine Tätigkeit als Geschäftsführer bis 1994 fort. 1994 wurde er Vorsitzender des Unternehmens, bis er 1999 in den Ruhestand ging.
Njie sprach fließend Französisch und Englisch, was seine Arbeit bei CFAO und BP und den Vorsitz in der Versammlung der Senegambia-Konföderation erleichterte. Neben seiner Tätigkeit als Manager unterhielt er in Kanifing eine Farm. Alhaji Momodou Baboucarr Njie war philanthropisch veranlagt. Die Produkte der Farm erreichten viele Institutionen, beispielsweise das Royal Victoria Teaching Hospital, das psychiatrische Heim, die Bedürftigen sowie Freunde und Verwandte. Im Ruhestand konzentrierte er sich auf seinen Hof und knüpfte mit einigen Hotels eine bescheidene Geschäftsbeziehung. Er war auch ein Freund der Künste, in seiner Farm in Kanifing gibt es ein Museum mit einer kleinen Sammlung. Er hatte den Wunsch gehabt, dies zu erweitern. Er war Schirmherr der Bati Linguere Chorgruppe der katholischen Kirche. Er war auch Gründungsmitglied der Industrie- und Handelskammer, der Gambia Chamber of Commerce and Industry (GCCI), und diente als erster Präsident. Er war Mitglied der Kommission für den öffentlichen Dienst und des Banjul-Ausschusses der muslimischen Ältesten. Von 1955 bis 1962 war Njie Schatzmeister der Gewerkschaft, die von M. E Jallow angeführt wurde.
In der Zeit von 1972 bis 1983 war er Mitglied des Exekutivkomitees der People’s Progressive Party. Nach den Wahlen zum House of Representatives 1972 wurde er vom Präsidenten Jawara als Abgeordneter ernannt. Die Ernennung wurde nach den Wahlen zum House of Representatives 1977 und Wahlen zum House of Representatives 1982 erneuert. 1983 wurde er als Nachfolger von Alieu Sulayman Jack, Parlamentssprecher des Repräsentantenhauses. Nach den Wahlen zum House of Representatives 1987 und Wahlen zum House of Representatives 1992 wurden seine Ernennungen erneut bestätigt. Bis zum Militärputsch von 1994 war er Parlamentssprecher.
Njie starb 80-jährig und erhielt unter dem Präsidenten Jammeh ein Staatsbegräbnis in der National Assembly, anschließend wurde er auf dem Old Jeshwang Muslim Cemetery bestattet.
Im öffentlichen Dienst war er auch Mitglied in den folgenden Boards:
- Tourism Advisory Board
- Gambia National Olympic Committee
- Vorsitzender der Nationalen Handelsgesellschaft Gambias (1975–1981)
- Stellvertretender Vorsitzender des National Library Board (1977–1985)
- Mitglied, Öffentlichkeit Service Commission 1977
- Vorsitzender des Finanzausschusses National
- Jugendwochenausschuss (1978–1991)
- stellvertretender Vorsitzender der Öffentlichkeit Dienstkommission (1978–1983)
- Präsident der Gambia Chamber of Commerce (1978–1986)
- Vorsitzender Soziale Sicherheit und Wohnungsbaufinanzierung (1982–1983)
- Vorsitzender des Obersten Rates der Muslim High School und Gambia Muslim Association (1982–1993)
- Vorsitzender des Gouverneursrats SOS-Village (1983–1993)
- Kanzler des Order of the Republic of The Gambia (1983–1994)
- Parlamentssprecher der Versammlung der Senegambia-Konföderation (1983–1989)
- Mitglied des Ausschusses der muslimischen Banjul-Ältesten (2003–2009)
- Stellvertretender Schatzmeister des Verbandes westafrikanischer Handelskammern (1977–1986)
- Vorsitzender der Commonwealth Parliamentary Association, Region Afrika (1992–1993)

## Familie
Nije heirate 1953 Awa Loum Njie, Tochter des Schiffsbauers und Gewerkschafters Alhaji Amadou Loum. Awa starb 1970, die Ehe blieb kinderlos. Später heiratete er Yai Tut Njie, Tochter des Beamten Paul Njie, und Mariama Njie, Tochter des Erziehers und Cricketspielers Edward Eunson.

## Ehrungen und Auszeichnungen
- 19??: Grand Commander of the Order of the Republic of The Gambia (GCRG)[1]
- 1976: Knight Bachelor of the Civil Merit Cross (Spanien)[1]
- 1979: Commander of the Civil Merit Cross (Spanien)[1]
- 1990: Officer of the Legion of Honour (Frankreich)[1]